# Битка при Прага (1757)
В битката при Прага (на чешки: Bitva u Štěrbohol), водена на 6 май 1757 г. по време на Седемгодишната война, 67 000 пруски войници, водени от Фридрих Велики отблъскват 60 000 австрийци, но губейки 14 300 души и решават, че силите им не са достатъчни за да нападат Прага. Битката се споменава в известната немска балада Ленора, написана през 1773 от Готфрид Август Бюргер.

## Подготовка
След като Фридрих принуждава Саксония да капитулира през 1756, той прекарва зимата в разработване на нови планове за защита на малкото си кралство. Това противоречи както на характера, така и на военна му стратегия. Той започва да подготвя планове за още една смела крачка срещу Австрия.
В началото на пролетта пруската армия марширува в четири колони през планинските проходи, отделящи Саксония и Силезия от Чехия. Четири корпуса се обединяват в Чешката столица Прага. Макар и рискован, планът е успешен. След като пехотата на Фридрих се съединява с тази водена от принц Мориц, а генералите Беверн и Шверин също обединяват силите си, двете войски се срещат в близост до Прага.
Междувременно, австрийците не стоят с кръстени ръце. Въпреки че първоначално е изненадан от пруската атака, способният австрийски фелдмаршал Максимилиан фон Браун успява умело и внимателно да изтегли силите си до Прага. Тук той укрепява позициите си източно от града, а допълнителна армия водена от Принц Карл Лотарингски пристига, вдигайки броя на австрийските войници до 60 000. Принцът поема командването.
Австрийската армия водена от фон Браун поема почти непобедима позиция при Жижка – и на планината Табор. Градът е на левия фланг, с обграден от висока клисура на север и на запад, а на запад от блатист склон с малка рекичка в долната част. Два австрийски генерала са имали разногласия относно хода на действието: фон Браун иска да атакува, но принц Карл решава да изчака граф Кьонигсег, който е победен в битката при Райхенберг, но е известно, че се оттегля в посока Прага и, може би дори до пристигането на Леополд Йозеф фон Даун.
На 6 май около 5 часа сутринта пруската армия се събира на север, по височината Просек, 115 000 души, а Фридрих изпраща Кийт с 30 000 войника западно от града, за да отсече всички австрийски пътища за отстъпление. Австрийците са подготвени за битка, гледайки на север и на изток.

## Битката
Фридрих нарежда незабавен щурм, но Шверин го убеждава да разузнае австрийския десен фланг. Той се връща с информацията, че полегатите зелени поляни предлагат по-големи шансове за атака на австрийския тил. Пруската армия започва марш в около 7 сутринта, и успява да остане извън зрителното поле, а австрийските генерали забелязват движение в около 10 часа сутринта. Фелдмаршал фон Браун измества шест пехотни полкове, за да заеме позиция на югоизток.
Шверин, придружен от генерал Винтерфелдт, най-накрая е готов да атакува. Атаката води пехотата на Винтерфелдт. Пруската пехота скоро се оказва не в ливади, а в блатиста местност. Докато те си проправят път, Винтерфелдт е застрелян с мускетен куршум. Шверин повежда пехотата към фронта. Тя понася няколко австрийски залпове. Когато чува тази новина, Фридрих нарежда атаката да продължи.
Австрийската пехота усеща пруското объркване и започва да притиска прусаците обратно надолу по склона, отваряйки дупка в останалата част от австрийската линия, която все още гледа на север. В това време фон Браун е смъртоносно ранен от пруския пехотен огън и е превозен в Прага.
Докато Фридрих и генерал фон Цитен реорганизират пруската пехота на юг за следващата атака, генерал Беверн забелязва дупката в австрийската линия и започва да се промъква в нея.
Последният етап на битката започва в около 3 часа, когато прусаците нападат възстановяващата се австрийска линия и я заобикалят от север. Карл се оттегля в града, прикриван от кавалерия.

## Последици
Пруската победа има висока цена; Фридрих губи над 14 000 души и два от най-добрите си генерали (Шверин е убит от вражески огън, а Винтерфелдт е тежко ранен). Принц Карл също има сериозни загуби, губи 8900 убити и ранени и 4500 пленени. Имайки предвид жертвите, Фридрих решава да започне обсада, а не пряк щурм на стените на Прага. Според него 40 000 войници, в допълнение към 75 000 жители скоро ще изконсумират запасите на Прага.
Сметките му обаче, не включват австрийската армия с която се сблъсква в битката при Колин и той скоро е принуден да се откаже от обсадата.